# 双花堇菜
双花堇菜（学名：Viola biflora）为堇菜科堇菜属的植物。分布在俄罗斯、喜马拉雅山地、北美洲、欧洲、朝鲜、克什米尔地区、台湾岛、马来西亚、日本、印度东北部以及中国大陆的云南、新疆、辽宁、山东、西藏、四川、内蒙古、青海、黑龙江、山西、河北、甘肃、河南、吉林等地，生长于海拔600米至4,700米的地区，多生于亚高山地带草甸、林缘、高山、灌丛和岩石缝隙间。

## 别名
短距黄堇（静生生物调查所汇报）、孪生勤堇菜（拉汉种子植物名称）、好斯-其文图-尼勒-其其格（蒙古、内蒙古植物志）、短距黄花堇菜

## 异名
- Viola biflora L. var. crassifolia Makino
- Viola biflora L. var. hirsuta W. Beck.
- Viola biflora L. var. platyphylla Franch.
- Viola biflora L. var. valdepilosa Hand.-Mazz.
- Viola nudicaulis (W. Beck.) S. Y. Chen